# Mago Chen Kai
Julio Ulises Hijuelos Cervera, más conocido como el Mago Chen Kai (Mérida, Yucatán; 30 de agosto de 1939-17 de mayo de 2019), fue un mago mexicano.

## Biografía
Chen Kai se interesó en la magia desde los doce años. A pesar de que concluyó la carrera de arquitectura en la Universidad Iberoamericana de la Ciudad de México, decidió dedicarse a la magia. En 1960 entró a la televisión en el programa infantil «Club Quintito» transmitido en la estación XHGC Canal 5 de Telesistema Mexicano (hoy Televisa) conducido por Genaro Moreno donde trabajó durante once años alternando en varios programas de esa época, como Club del Hogar, Club de la Buena Suerte, La Hora del Loco, etc.
Participó en los treinta y tres primeros programas de televisión a color con el sistema de Guillermo González Camarena entre 1959 y 1963, ahora Canal 5 Televisa. Ganó primer lugar en varios concursos de magia en el Club Azteca de Prestidigitadores, Texas Association of Magicians (TAOM), Pacific Coast of Magicians, etc.[cita requerida]
En 1960, empezó a actuar en centros nocturnos de esa época, como: La Fuente, El Capri, El Teatro Blanquita, El Patio, Stelaris, La Copa de Champagna y El Belvedere.
Paralelo a estos años, siguió actuando en televisión, en programas como Espectacular, En Familia y en exclusiva en Siempre en Domingo.
Tuvo su propio programa Hablando de Magia con Chen Kai (154 programas). Hizo varios especiales, entre ellos (Increíble con Chen Kai, Increíble II con Chen Kai y Una Noche de Gala con Chen Kai.
En 1973 fue el primer mexicano contratado para actuar para magos en convenciones de IBM, SAM, Flasoma (Federación Latino Americana de Sociedades Mágicas) y F.I.S.M. (Federación Internacional de Sociedades Mágicas), en la FISM de París y también fue el único mago mexicano que se ha presentado en El Show de Monte Carlo, fue conferencista en Estados Unidos, Colombia, Argentina y México.
Chen Kai es autor e inventor de las técnicas de apariciones de aves, utilizadas hasta la fecha en varias partes del mundo.
Escribió dos capítulos en Encyclopedia of Doves vol. II y IV, (Enciclopedia de las Palomas) con material usado en todo el mundo. Fue Fundador del Club Azteca de Prestidigitadores, Ldg. No. II, y Círculo de Magos Mexicanos.
Fue el único mexicano Socio Honorario de La Academia de las Artes Mágicas Hollywood Magic Castle, condecorado en el 2006 con Performing Fellowship Winner de la prestigiosa Academy of Magical Arts.

## Muerte
Muere el 17 de mayo de 2019 debido a complicaciones respiratorias originadas por una infección pulmonar.